# Fire Tripper
Fire Tripper (яп. 炎トリッパー Хоноо Ториппа:) — однотомная манга Румико Такахаси, вышедшая в 1983 году. В 1985 году компанией Studio Pierrot по ней было снято аниме в формате OVA.
В Северной Америке экранизация вышла на VHS в рамках серии Rumik World, которая также включала в себя OVA Laughing Target, Maris the Chojo, Mermaid Forest. Фанаты манги «Инуяся» нашли схожесть между произведениями — в обеих историях японская школьница магическим образом перемещается в прошлое, встречает и влюбляется в грубого, но милого парня, который становится её защитником в эру «Враждующих государств».

## Сюжет
Судзуко, японская школьница, обнаруживает в себе способность перемещаться во времени в тот момент, когда её жизни угрожает огонь. Попав в прошлое она чуть было не становится жертвой мародёров, но её спасает отважный юноша Сюкумару, в которого она и влюбляется.

## Персонажи
Судзуко — школьница
Сюкумару